# Мартинов Сергій Якович
Сергій Якович Мартинов (* 25 січня 1925, с. Нова Маячка, Олешківський район, Херсонська область — грудень 1990, м. Джанкой) — новатор сільськогосподарського виробництва, Герой Соціалістичної Праці.
Учасник Великої Вітчизняної війни. У Червону армію був призваний у квітні 1944 року Джанкойським РВК. Служив сапером 184 окремого інженерного батальйону 13 окремої мотоінженерної Феодосійської Червонопрапорної бригади РГК. На його рахунку 1428 знятих мін противника різних систем і 240 установлених, знешкодив 8 фугасів. За проявлений героїзм нагороджений орденом Червона Зірка та медаллю За відвагу.
Звання Героя Соціалістичної праці отримав за освоєння цілинних земель.